# Episodi di The Shield (quinta stagione)
La quinta stagione di The Shield è stata trasmessa negli Stati Uniti dal 10 gennaio al 29 marzo 2006 su FX.
| nº | Titolo originale | Titolo italiano        | Prima TV USA     | Prima TV Italia  |
| -- | ---------------- | ---------------------- | ---------------- | ---------------- |
| 1  | Extraction       | Ore contate            | 10 gennaio 2006  | 11 gennaio 2007  |
| 2  | Enemy of good    | Il dubbio di Lem       | 17 gennaio 2006  | 18 gennaio 2007  |
| 3  | Jailbait         | Mercanti di sesso      | 24 gennaio 2006  | 1º febbraio 2007 |
| 4  | Tapa Boca        | Con il fiato sul collo | 31 gennaio 2006  | 8 febbraio 2007  |
| 5  | Trophy           | La trappola            | 7 febbraio 2006  | 15 febbraio 2007 |
| 6  | Rap payback      | Rivelazioni pericolose | 22 febbraio 2006 | 22 febbraio 2007 |
| 7  | Man inside       | In ansia per Claudette | 1º marzo 2006    | 1º marzo 2007    |
| 8  | Kavanaugh        | Arresto improvviso     | 8 marzo 2006     | 8 marzo 2007     |
| 9  | Smoked           | A caccia di soldi      | 15 marzo 2006    | 8 marzo 2007     |
| 10 | Of mice and Lem  | La promozione          | 22 marzo 2006    | 15 marzo 2007    |
| 11 | Post partum      | Feroce condanna        | 29 marzo 2006    | 15 marzo 2007    |

Esiste un mini episodio prodotto tra la quinta e sesta stagione intitolato "Vittorie e sconfitte" ("Wins and Losses") conosciuto anche con il titolo "Ricordando Lem", distribuito inizialmente per pubblicizzare la sesta stagione e successivamente introdotto nel cofanetto della quinta stagione.

## Ore contate
- Titolo originale: Extraction
- Diretto da: David J. Caruso
- Scritto da: Kurt Sutter

### Trama
"Dimmi, Curtis, secondo te chi voglio? Non è difficile, rispondi."
Il nuovo capitano Billings manifesta tutta la sua inadeguatezza nel guidare l'ovile ed inoltre comunica che i recenti tagli hanno portato come conseguenza meno personale tanto al comando quanto al servizio pattugliamento. A seguito della gravidanza di Danny (in distretto si fanno scommesse su chi sia il padre del bimbo che porta in grembo), Julien viene affiancato dalla recluta Tina con cui si trova coinvolto in una violenta rissa e conseguente rappresaglia in una scuola superiore. Alla base sembra esserci l'ennesimo regolamento di conti tra neri e messicani. Il tenente degli affari interni Jon Kavanaugh convoca Aceveda e lo informa che l'indagine sulla squadra di Vic sta avendo un seguito e ha portato a Lemansky che avrebbe sottratto una partita di eroina ai salvadoregni. Kavanaugh però vorrebbe qualcosa di più sostanzioso per incastrare tutto il gruppo di Vic. Chiede ad Aceveda un supporto morale e pratico: è pronto a riaprire il caso dell'omicidio dell'agente Terry Crowley. Vic consiglia a Emolia di smettere di fare l'informatrice per la polizia, è troppo pericoloso, ma si impegna a trovarle un lavoro. Phillips consegna a Vic i documenti per il prepensionamento: i tagli pesanti al dipartimento portano a sacrificare coloro che hanno vent'anni di attività e uno stato di servizio non immacolato. Vic rientra perfettamente nel profilo.

## Il dubbio di Lem
- Titolo originale: Enemy of good
- Diretto da: Guy Ferland
- Scritto da: Adam Fierro e Charles H. Eglee

### Trama
"Allora guardami negli occhi e dimmi la verità su Terry. E se non riesci a convincermi inizierò a pensare soltanto a me stesso!"
Un clandestino che si fa chiamare Apocalisse spreme i negozianti in cambio di protezione. Vic va a casa di Apocalisse per informarlo che a Farmington la polizia è presente e per invitarlo a smettere con i suoi traffici. La squadra d'assalto deve indagare su un triplice omicidio. Le vittime sono tre ragazzi di colore, universitari, patiti di informatica e senza precedenti. Vic capisce subito che non si tratta di un'azione delle gang, ma di un'esecuzione. Una vicina di casa ha visto uscire un uomo dall'appartamento della strage: l'identikit del sospetto riporta Vic sulle tracce di Apocalisse. Lem, messo alle strette da Kavanaugh e Aceveda, che gli insinuano il dubbio che Vic sia responsabile della morte di Terry, accetta di farsi mettere un microfono per sorvegliare Vic, poi con uno stratagemma avverte Vic che gli affari interni stanno indagando sulla loro squadra. Julien e Tina intervengono in un appartamento per sedare una violenta discussione familiare tra padre e figlio. Tina eccede nell'uso della forza e viene ripresa dal collega che poi riferisce dettagliatamente nel rapporto. Spetta a Danny far riflettere Julien sulle sue responsabilità di addestratore. Claudette e Dutch sono alle prese con uno strano pastore, con l'abitudine di corteggiare le donne degli altri e forse coinvolto nell'aggressione di un uomo con forti problemi di alcolismo.

## Mercanti di sesso
- Titolo originale: Jailbait
- Diretto da: Stephen Kay
- Scritto da: Scott Rosenbaum e Glen Mazzara

### Trama
"Teniamo un comportamento normale: se gli affari interni intuiscono che Lem ci ha avvisati è finita per lui."
Vic informa Shane e Ronnie che gli affari interni hanno sotto controllo Lem, costretto a portare un microfono addosso. Ora l'intera squadra è tenuta d'occhio. Vic riferisce inoltre a Shane che Lem ha intuito la verità su Terry. Poi parla con Lem e gli dice, sempre riguardo alla morte di Terry, che gli ha mentito perché non ha mai voluto rivelare che si sente in colpa per quanto successo, avendo lasciato il collega del tutto scoperto durante quella delicata operazione. Per lui è un grosso peso sulla coscienza con cui ormai cerca di convivere. Grazie alla collaborazione di Tina che si infiltra sotto copertura, la squadra d'assalto sgomina un pericoloso traffico di mercanti di sesso che coinvolge anche minorenni. Danny scopre che suo figlio sarà un maschietto. Kavanaugh continua ad avvicinare Corinne, fuori dalla scuola, fingendo di essere a sua volta padre di un bimbo autistico. Corinne, insospettitasi, riferisce a Vic che, nel frattempo ha recuperato notizie sullo stesso Kavanaugh. Rebecca Doyle, l'avvocato di Evan Dayne, il giovane arrestato da Dutch e Claudette per la sparatoria alla scuola, si presenta all'ovile: è sicura dell'innocenza del suo assistito, mette in dubbio l'attendibilità dei testimoni che lo accusano e chiede di riaprire il caso. Uno sceriffo che si occupa di detenuti in libertà vigilata chiede aiuto a Dutch per ritrovare il cadavere di un uomo decapitato, fatto a pezzi e divenuto cibo per cani: la sua competenza nello studio delle espressioni facciali attira l'interesse di Dutch.

## Con il fiato sul collo
- Titolo originale: Tapa Boca
- Diretto da: Guy Ferland
- Scritto da: Elizabeth Craft e Sarah Fain

### Trama
"Io quando un mio amico è nei guai, faccio il possibile per aiutarlo."
Kavanaugh insiste con Lem affinché stia addosso a Vic e faccia in modo che i crimini della squadra d'assalto vengano a galla: gli ricorda che la sua scelta è quella giusta e deve agire di conseguenza, evitando di fare doppi giochi. Vic si rivolge all'avvocato Rebecca Doyle perché assista la sua squadra in merito alle indagini degli affari interni. Rebecca fa qualche domanda ad amici in dipartimento ma nessuno le fornisce utili informazioni, il che le fa capire che nel caso c'è sotto qualcosa di molto grosso e chiede chiarimenti a Vic. Shane e Ronnie vanno in cerca di Pitarrio, lo spacciatore a cui Lem ha sottratto la partita di droga e l'unico che, ai loro occhi, possa collaborare con i federali. Vic infatti esclude qualsiasi coinvolgimento di Emolia. Dopo aver scoperto che Pitarrio è stato ucciso dai salvadoregni, Shane invita Vic a riconsiderare la posizione di Emolia. Kavanaugh decide di far trasferire Emolia sulle cui tracce si mette Vic. Claudette e Dutch devono indagare su un omicida che ha ucciso una donna incinta e le ha strappato il bambino dal ventre. Il piccolo, dopo qualche giorno, viene ritrovato barbaramente ucciso. Corinne, dopo aver smascherato Kavanaugh, chiede consiglio a Dutch su come comportarsi. Julien è sempre molto severo in servizio con Tina e non perde occasione per farle delle osservazioni. Tina, esasperata dal suo addestratore, chiede a Danny di essere assegnata ad un altro agente, ma Danny rifiuta. Dutch è sempre più preoccupato per Claudette e le domanda informazioni sul suo stato di salute.

## La trappola
- Titolo originale: Trophy
- Diretto da: Philip G. Atwell
- Scritto da: Kurt Sutter, Renee Palyo e Tony Soltis

### Trama
"Ma ora qualsiasi mossa lui farà, per tutti quanti sarà solo la vendetta di un pazzo paranoico!"
Kavanaugh ha messo una cimice nell'ufficio della squadra d'assalto. Emolia non vuole più collaborare con gli affari interni. Vic deve indagare su un pericoloso traffico di farmaci venduti a prezzi ridotti sulla base di ricette contraffatte e gestito dalla mafia russa. Finge così di stringere un accordo con il boss russo Mikula Popovich, ma l'intervento poco opportuno di Kavanaugh, convinto di cogliere Vic con le mani nel sacco, fa saltare l'intera operazione. Rebecca aggiorna Vic sullo sviluppo delle indagini e lo informa che i vertici vogliono fare piazza pulita degli ultimi 5 anni di legislatura, tra contenziosi e processi e la squadra d'assalto è l'emblema del vecchio regime. Dutch e Claudette devono individuare la donna di colore corpulenta che ha pagato un operaio per scavare una grossa fossa da utilizzare per seppellire un cadavere. Claudette, di fronte alle insistenti preoccupazioni di Dutch gli dice che soffre di lupus eritematoso da 15 anni ma rassicura il collega di non preoccuparsi perché può contare in ogni caso sull'assistenza della sua famiglia.

## Rivelazioni pericolose
- Titolo originale: Rap payback
- Diretto da: Michael Chiklis
- Scritto da: Charles H. Eglee e Ted Griffin

### Trama
"Una cosa è sicura: quando lei era seduto qui poteva incastrarlo ma non l'ha fatto. Ora tocca a me!"
Lem informa i ragazzi della squadra che non ha più il microfono addosso e che non riesce a contattare Kavanaugh. Lo stesso Kavanaugh si insedia all'ovile, nell'ufficio di Billings, per proseguire le sue indagini con ancora maggior convinzione, nonostante il recente smacco con i russi. La squadra omicidi contatta Dutch per un colloquio. Dutch è particolarmente orgoglioso, almeno fino a quando non scopre che la segnalazione del suo nome è stata fatta da Claudette. Dutch, inizialmente infastidito, poi si rende conto che forse Claudette vuole sbarazzarsi di lui per non farlo preoccupare delle sue condizioni di salute. Kavanaugh fa togliere tutte le porte interne dalle stanze dell'ovile, quindi si confronta prima con Shane, disposto a parlare con lui anche senza l'avvocato, poi con Danny a cui rivela che i rapporti sessuali tra colleghi devono essere denunciati a norma di regolamento, pena una possibile sospensione o degradazione. Danny decide di compilare il relativo rapporto, rivelando di avere avuto una relazione con Vic. Kavanaugh convoca in distretto anche Corinne a cui fa sapere della relazione tra Vic e Danny, della gravidanza di Danny e dei sospetti di omicidio nei confronti di Vic in merito alla morte di Terry. Messa alle strette e terrorizzata dall'idea di finire in prigione per complicità, Corinne gli dice che qualche tempo prima Vic le ha consegnato una borsa piena di soldi. Fatima Gardner, la sorella di Kleavon, l'uomo sospettato di alcuni stupri e omicidi e già oggetto di indagini in passato da parte di Dutch e Claudette, costretti però a lasciarlo libero per mancanza di prove, porta in distretto una maglietta del fratello macchiata di sangue. Dutch, d'accordo con Fatima, decide di fare un sopralluogo a casa di Kleavon dove trova quello che in tutta evidenza sembra essere un "kit dell'assassino". Qualche ora dopo Kleavon denuncia la scomparsa della sorella. In distretto Claudette lo mette sotto torchio duramente, accusandolo di avere ucciso Fatima. Kleavon va via furibondo. Il cadavere di una donna di colore viene ritrovato in un vicolo: i capelli della vittima sono stati tagliati dandole un'acconciatura simile a quella di Claudette che ora teme di essere diventata il prossimo bersaglio di Kleavon. Tina, complice un'infelice battuta di Billings, scopre che Julien è gay. Cerca di manifestargli tutto il suo appoggio e complicità, ma suscita soltanto la reazione rabbiosa del collega.

## In ansia per Claudette
- Titolo originale: Man inside
- Diretto da: Dean White
- Scritto da: Adam Fierro e Emily Lewis

### Trama
"Lo sento che sei marcia, mi accorgo che le ossa ti scricchiolano ogni volta che ti alzi dalla sedia."
Kavanaugh continua nei suoi colloqui e sente Ronnie, cercando, ancora una volta, di mettere uno contro l'altro i diversi componenti della squadra. Kavanaugh chiede in particolare a Ronnie come Vic possa disporre di 65.000 dollari in contanti. Vic, una volta saputa la notizia da Ronnie, capisce che Corinne ha parlato. Deciso a lasciare fuori la famiglia dai suoi problemi, consiglia alla moglie di assumere un avvocato, trovare un accordo che le tolga di mezzo Kavanaugh e chiedere l'immunità fiscale, così potrà rispondere a tutte le domande fornendo collaborazione totale agli affari interni. Kavanaugh si incontra con Aceveda e ipotizza una sua complicità con Vic in affari poco puliti con successiva possibile spartizione dei soldi. Aceveda cerca di convincere Lem a collaborare, scaricando Vic: può garantirgli un solo anno di prigione. Ronnie ha dei dubbi sulla difesa collettiva di Rebecca Doyle e ritiene che sia meglio che ognuno si prenda un proprio legale con una propria strategia di difesa per stringere d'assedio e demolire Kavanaugh. Claudette riprende ad interrogare Kleavon in merito alla scomparsa della sorella. Dutch le consiglia di insistere e metterlo alle corde, facendo leva sul fatto che il suo ultimo delitto è stato commesso in fretta, senza la solita meticolosa pianificazione. Kleavon però intuisce i problemi di salute di Claudette e la mette in estrema difficoltà. Fatima viene trovata in un motel dove si era nascosta per fuggire al fratello Kleavon. Claudette, per far crollare Kleavon, finge che sia stato ritrovato il cadavere della sorella.

## Arresto improvviso
- Titolo originale: Kavanaugh
- Diretto da: D.J. Caruso
- Scritto da: Shawn Ryan e Scott Rosenbaum

### Trama
"So che non ti piacciono gli sbirri: aiutami a togliere questi quattro dalla circolazione."
Kavanaugh va in carcere a trovare Mitchell per avere informazioni sui componenti della squadra d'assalto. Vic deve indagare sull'esplosione di alcune granate e si serve di Emolia per incastrare i colpevoli. Dutch riferisce a Kavanaugh del treno degli armeni, quindi indaga su un'aggressione ai danni dell'ex moglie del tenente. Scopre che la donna in passato ha avuto problemi mentali e ben presto si convince che ha simulato di aver subito uno stupro. Corinne si presenta da Kavanaugh con il suo avvocato e gli consegna i soldi rimasti dal prestito di Vic. Kavanaugh accetta di concludere un accordo con Mitchell pur di incastrare Vic.

## A caccia di soldi
- Titolo originale: Smoked
- Diretto da: Dean White
- Scritto da: Sarah Fain, Elizabeth Craft e Glen Mazzara

### Trama
"Concentriamoci su come tirar fuori Lem: deve essere la sua ultima notte in carcere."
Vic va a trovare Lem in prigione e gli fa sapere che Kavanaugh ha congelato tutti i loro conti correnti ma gli assicura che troverà i centomila dollari di cauzione per farlo uscire. Inizia una corsa contro il tempo per recuperare il denaro, resa ancora più urgente quando Vic scopre che Kavanaugh ha stretto un accordo con Antwon Mitchell ed è pronto a far trasferire Lem nella stessa prigione di Mitchell. In aiuto di Vic arriva involontariamente Dutch, impegnato nelle indagini sul delitto di un uomo che trasportava droga di ottima qualità da Vancouver. Kavanaugh porta la squadra d'assalto sul luogo in cui Terry è stato ucciso per ricostruire gli eventi della notte dell'omicidio: a sorpresa Vic si deve confrontare anche con il fratello della vittima, ex agente di polizia convinto della sua colpevolezza. Anche Corinne scopre che il suo conto è stato bloccato: il suo legale le consiglia di stare lontano da Vic fino a quando le indagini non saranno concluse. Corinne chiede spiegazioni a Kavanaugh poi ha un durissimo confronto con Danny. Tina, durante un'operazione con Julien, non identifica un agente sotto copertura e fa scappare il colpevole. Danny fa presente a Billings che Tina non è idonea e deve essere messa nella condizione di non nuocere. Dutch trova sulla sua scrivania delle foto scattate a Tina nello spogliatoio. Scopre che Billings ha messo una telecamera nello spogliatoio per individuare chi ruba dai distributori. Billings propone a Dutch una soluzione che lo faccia passare per un eroe agli occhi di Tina. Claudette rientra in ufficio con due settimane di anticipo, anche se ancora visibilmente affaticata.

## La promozione
- Titolo originale: Of mice and Lem
- Diretto da: Gwyneth Horder-Payton
- Scritto da: Charles H. Eglee e Kurt Sutter

### Trama
"Intanto ho bisogno della garanzia che sarò io a gestire l'ovile, non in teoria ma in pratica."
Lem è pronto a chiudere un accordo con la procura, convinto del fatto che, al di là della faccenda dell'eroina, Kavanaugh contro la squadra non abbia nulla. Rebecca informa Vic e gli altri che l'ispettore generale, il procuratore distrettuale e il capo della polizia hanno perso fiducia in Kavanaugh. Vic si incontra con Mitchell: quest'ultimo, per garantire l'incolumità di Lem in prigione, gli chiede in cambio di fare da guida a un'operazione dei suoi volta a svaligiare un magazzino della polizia contenente i beni invenduti delle confische. Vic accetta, ma l'irruzione non va secondo i piani previsti e causa due morti. Mitchell si ritira dall'accordo, anche perché Kavanaugh, convinto della sua complicità con Vic nell'operazione al magazzino della polizia, ha deciso di aprire un'inchiesta sui privilegi di certi detenuti. Lem, saltato l'accordo di Vic con Mitchell, non ha più garantita la protezione di Mitchell in prigione ed è costretto a nascondersi. Il maniaco delle trappole per topi per gay viene fermato e confessa grazie all'intervento di Julien che lo mette sotto torchio. Phillips ordina a Claudette di farsi vedere da un medico e fin quando non lo avrà fatto potrà svolgere solo compiti d'ufficio. Claudette si sfoga con lui, lamentando i metodi intimidatori ed assai discutibili di Kavanaugh. Accertato che le condizioni di salute di Claudette non sono di ostacolo alla sua attività, il capo della polizia Johnson le offre la poltrona di capitano. Danny, prossima al parto, viene accompagnata all'ospedale da Julien.

## Feroce condanna
- Titolo originale: Post partum
- Diretto da: Stephen Kay
- Scritto da: Adam Fierro e Shawn Ryan

### Trama
"Prima troviamo chi è stato e poi lo ammazziamo come un cane!"
Lem è costretto a fuggire dal campeggio dove si era rifugiato. Kavanaugh accusa Vic di avere aiutato Lem a nascondersi e lo informa che il suo ufficio terrà di continuo sotto controllo la sua squadra finché non riuscirà a rintracciare il fuggitivo. Vic è impegnato a trovare il modo per far passare il confine a Lem indenne. Lem si incontra con Rebecca che gli consiglia di costituirsi. Lem vuole però delle garanzie e chiede la prigione federale. Rebecca gli ricorda che la sua fuga lo ha messo in una posizione molto scomoda, Lem è disposto a fornire altre informazioni a suo carico e le parla della rapina al treno degli armeni. Rebecca gli propone il programma protezione testimoni, ma Lem non accetta perché in questo modo comprometterebbe la posizione dei suoi amici della squadra d'assalto. Aceveda, d'accordo con Kavanaugh, fa credere a Vic che Lem ha parlato. Shane si incontra con Lem e tenta di convincerlo che il Messico è la soluzione migliore per tutti. Lem però è stanco di scappare, allora Shane lo uccide con una granata facendo ricadere la colpa sui salvadoregni. La volontaria di un centro dell'infanzia viene aggredita per strada: Dutch e Billings devono indagare, salvo poi scoprire che la donna è in realtà una prostituta. Dutch fatica a legare con il nuovo collega e chiede a Claudette di essere trasferito.